# Alexandrina Barbosa
Pour les articles homonymes, voir Barbosa.
Alexandrina Cabral Barbosa, née le 5 mai 1986 à Lisbonne au Portugal, est une handballeuse portugaise naturalisée espagnole évoluant au poste d'arrière gauche. Elle évolue depuis 2012 en équipe nationale d'Espagne, avec laquelle elle est vice-championne d'Europe en 2014 et vice-championne du monde en 2019.

## Biographie
En 2009, elle décide de ne plus porter le maillot de l'équipe nationale du Portugal du fait de l'absence de considération du handball féminin portugais, la sélection lusitanienne n'ayant participé qu'à une seule compétition internationale, l'Euro 2008, avec une dernière place à la clé. Elle pense alors prendre la nationalité espagnole et effectivement, trois ans plus tard, elle participe avec l'équipe nationale d'Espagne au Championnat d'Europe 2012.

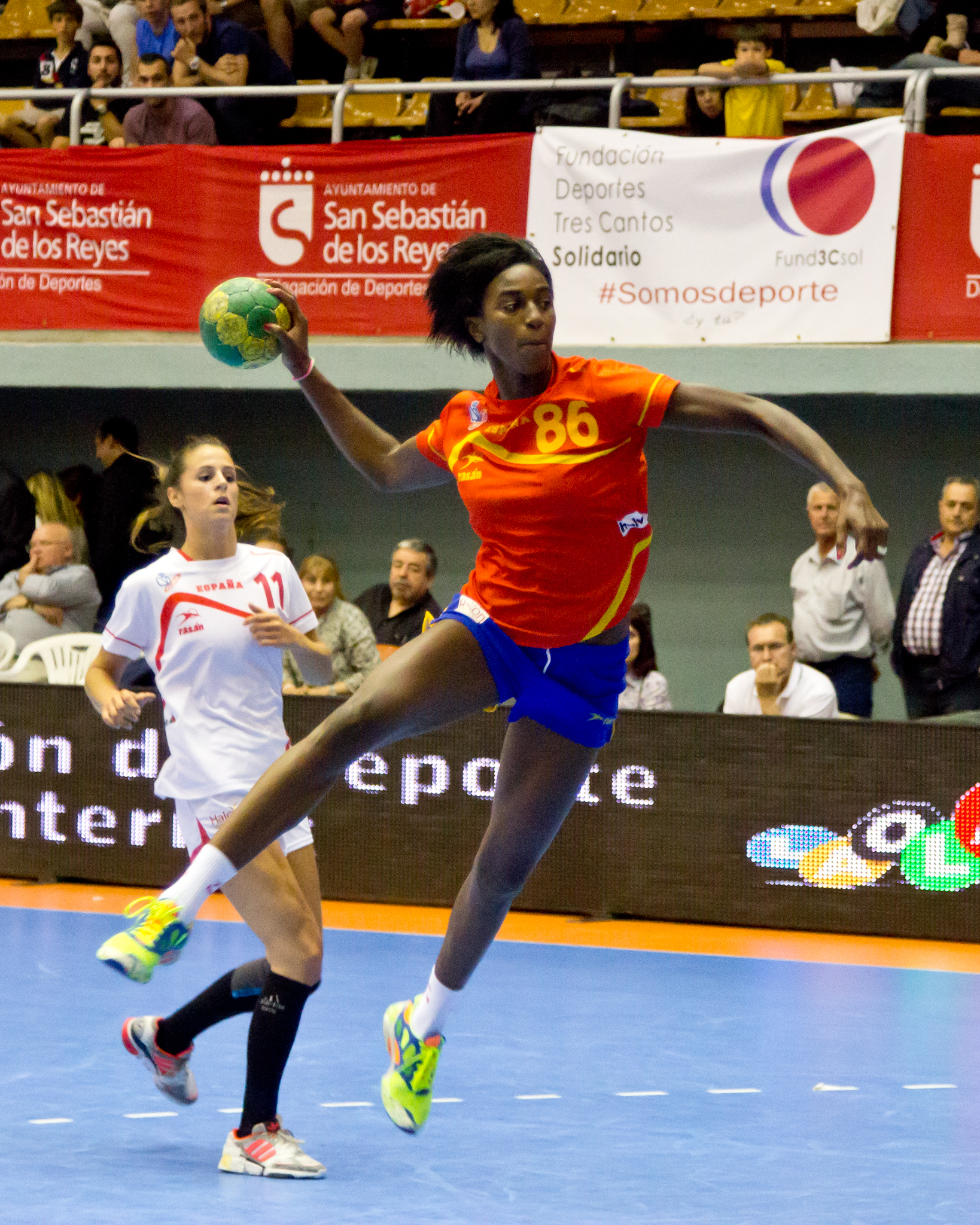
Alexandrina Barbosa sous le maillot espagnol en 2013.

Après un an dans le club allemand de Thüringer HC, elle rejoint le club français du CJF Fleury Loiret à l'intersaison 2014. Elle s'y impose rapidement et ses bonnes performances lui valent d'être élue meilleure joueuse du championnat pour le mois de mars 2015. Cette première saison à Fleury est couronnée de succès au niveau collectif avec une victoire en coupe de la Ligue et un titre de champion de France, ainsi qu'une finale de coupe d'Europe des vainqueurs de coupe.
En 2016, elle continue à briller sur les parquets français en inscrivant 113 buts (sur 169 tirs) avec le meilleur pourcentage de réussite aux tirs (67%) lors du championnat de France. Avec son club elle remporte pour la deuxième année consécutive la coupe de la ligue, mais s'incline en finale du championnat de France face à Metz Handball. Elle s'arrête aux portes du quart de finale lors de la première participation du CJF Fleury Loiret à la ligue des champions en inscrivant 68 buts en 12 matchs. Pour la saison 2016-17, Fleury voit son budget baisser de 300 000 € ainsi que le départ de 12 de ses joueuses et de son entraîneur Frédéric Bougeant. Le 30 juin 2016, elle rompt à l'amiable le contrat qui la liait encore une année à Fleury et fin juillet elle signe pour un an avec le club russe de Rostov-Don. Pour sa dernière saison avec Fleury, elle est élue meilleure arrière gauche du championnat de France pour la saison 2015-2016.
En décembre 2016, elle retrouve Frédéric Bougeant qui est nommé entraîneur du club russe. Ce dernier décide à compter de l'été 2018 de rejoindre Nantes LAH et Barbosa décide le suivre en s'engageant également avec Nantes. Malheureusement, en octobre, elle se blesse et se fait opérer d'une rupture du tendon extenseur du pouce droit. Indisponible trois mois, elle est obligée de déclarer forfait pour le Championnat d'Europe en France qui a lieu du 29 novembre au 16 décembre.
En 2018, elle signe au Nantes Atlantique Handball mais elle se blesse au pouce en octobre puis annonce en janvier qu'elle est enceinte et ne joue donc pas le reste de la saison.
En 2020, elle rejoint la Roumanie et le CSM Bucarest puis le CS Gloria Bistrița.
En 2023, elle revient en France au Brest Bretagne Handball.

## Palmarès

### En club
Compétitions internationales
- vainqueur de la Coupe de l'EHF (C3) en 2017 (avec Rostov-Don)
- finaliste de la Ligue des champions (C1) en 2011 (avec SD Itxako)
- finaliste de la coupe des vainqueurs de coupe (C2) en 2015 (avec Fleury Loiret)

Compétitions nationales
- championne de Russie (2) en 2017 et 2018 (avec Rostov-Don)
- championne de France en 2015 (avec Fleury Loiret)
- championne d'Allemagne en 2014 (avec Thüringer HC)
- championnat de Roumanie en 2013 (avec Oltchim Vâlcea)
- championnat d'Espagne (2) en 2011 et 2012 (avec SD Itxako)
- vainqueur de la coupe de la Ligue (2) en 2015 et 2016 (avec Fleury Loiret)
- vainqueur de la coupe de Russie (2) en 2017 et 2018 (avec Rostov-Don)
- vainqueur de la coupe d'Espagne en 2012 (avec SD Itxako)

### En équipe nationale
Sauf précision, la compétition a été jouée avec l'Espagne
Jeux olympiques
- 6e place aux Jeux olympiques de 2016
- 9e place aux Jeux olympiques de 2020

Championnats du monde
- 9e place au championnat du monde 2013
- 12e place au championnat du monde 2015
- 11e place au championnat du monde 2017
- finaliste au championnat du monde 2019

Championnats d'Europe
- 16e place au Championnat d'Europe 2008 (avec  Portugal)
- 11e place au Championnat d'Europe 2012
- finaliste au championnat d'Europe 2014
- 11e place au Championnat d'Europe 2016

### Récompenses individuelles
- élue meilleure arrière gauche du championnat de France en 2015 et 2016[12]
- élue meilleure arrière gauche du championnat du monde 2019